# 9月5日 (旧暦)
旧暦9月5日（きゅうれきくがついつか）は旧暦9月の5日目である。六曜は先勝である。

## できごと
- 用明天皇元年（ユリウス暦585年10月3日） - 欽明天皇の第四子・橘豊日皇子が即位し第31代・用明天皇に
- 永享元年（ユリウス暦1429年10月3日） - 後花園天皇の代始めのため正長より永享に改元
- 安政5年（グレゴリオ暦1858年10月11日） - 安政の大獄による捕縛開始
- 明治4年（グレゴリオ暦1871年10月18日） - 館県・弘前県・七戸県・八戸県・黒石県・斗南県を統合して弘前県に。現在の青森県の県域が確定

## 誕生日
- 弘化3年（グレゴリオ暦1846年10月24日） - 雨宮敬次郎、実業家（* 1911年）

## 忌日
- 元弘元年/元徳3年（ユリウス暦1331年10月7日） - 足利貞氏、武将（* 1273年）
- 弘治3年（ユリウス暦1557年9月27日） - 後奈良天皇、105代天皇（* 1496年）
- 天保7年（グレゴリオ暦1836年10月14日） - 最上徳内、江戸時代中後期の探検家（* 1754年）